# Священная охота
«Священная охота» (англ. The Hallowed Hunt) — фэнтезийный роман американской писательницы Лоис Макмастер Буджолд, изданный в 2005 году. Роман завершает Шалионский цикл. В 2006 году роман был номинирован на премию «Локус», где получил 4 место.

## Сюжет
Действие романа сюжетно никак не связано с двумя предыдущими романами Шалионского цикла, объединяет их только общий мир. Болесо, младший сын короля, попытался насильно овладеть Йадой — девушкой из знатной, но небогатой семьи. Защищаясь, Йада убила принца. Для расследования обстоятельств смерти канцлер отправляет лорда Ингри. Но всё оказалось гораздо сложнее, чем представлялось сначала — что бы получить силу воинов Древнего Велда, убитый принц активно использовал запретную магию. А на самого Ингри, как оказалось, наложено проклятье, раз за разом толкающее его на попытки убийства Йады. И лорду Игни предстоит выяснить, кто ответственен за произошедшее.
Как и в предыдущих романах цикла, большое внимание в «Священной охоте» уделено психологическим переживаниям героев, а также философским размышлениям. Также в центре повествование стоит взаимоотношение между людьми и богами, вере и искупление совершенных ранее деяний. Автору очень неплохо удались персонажи, а также удалось добиться баланса между динамизмом повествования и изображением внутренних терзаний героев.
В романе нет боевых сцен, а также, в отличие от многих фэнтезийных романов, отсутствует главный злодей — персонаж, который ответственен за происходящее, скорее жертва обстоятельств, но из-за этого он не становится менее опасен. 
Роман вышел в США в сентябре 2005 года. В отличие от предыдущего романа он не смог получить каких-то наград, хотя и был номинирован на премию «Локус», заняв в итоге 4-е место в номинации «лучший роман фэнтези». Роман несколько раз переиздавался в США и был переведён на несколько языков, в том числе и русский.

## Награды и номинации
- Премия «Локус» за лучший роман фэнтези: 2006 год (4 место)

## Русскоязычные издания
Впервые на русском языке роман был издан в 2006 году в переводе А. Александровой. В этом же переводе роман был переиздан в 2007 году.